# Schwarze Loyalisten
Schwarze Loyalisten (engl. Black Loyalists) waren schwarze Einwohner von Britisch-Amerika, die sich im Amerikanischen Unabhängigkeitskrieg an die Seite der britischen Kolonialmacht stellten. Im Gegensatz zu den ursprünglich aus Europa stammenden Loyalisten waren sie afrikanischer Abstammung und zumeist unfrei, weil sie sich im Zustand der Sklaverei befanden. Für die Zusage der Befreiung aus der Sklaverei entschieden sich daher viele von ihnen, sich dem Kampf der Briten gegen die aufständischen Kolonisten anzuschließen.
Nach der Niederlage der Briten im Unabhängigkeitskrieg wurden etwa 3.000 Schwarze Loyalisten von New York nach Nova Scotia evakuiert. Nach Nova Scotia migrierende United Empire Loyalists brachten weitere 2.500 versklavte Afrikaner mit. Diese wurden aber nicht als Loyalisten angesehen, weil sie hinsichtlich ihres Schicksals keine andere Wahl hatten.
Einige der Schwarzen Loyalisten wurden nach London evakuiert und dort der Bevölkerung der sogenannten Schwarzen Armen zugerechnet. Mit Hilfe der Regierung wurden 1787 etwa 4.000 Schwarze zur Umsiedlung in die Kolonie Sierra Leone gebracht. Fünf Jahre später wanderten weitere 1.192 Schwarze Loyalisten aus Nova Scotia ebenfalls nach Sierra Leone aus. Sie wurden in Sierra Leone als die neuschottischen Siedler bekannt und waren an der Schaffung einer neuen Nation und Regierung beteiligt. Die heutigen Kreolen in Sierra Leone sind ihre Nachkommen. Thomas Jefferson bezeichnete sie als „die Flüchtlinge aus diesen Staaten“.

## Vor dem Amerikanischen Unabhängigkeitskrieg
Die Sklaverei war in England nie per Gesetz zugelassen worden. Sie war 1772 durch eine Entscheidung des Lordoberrichters, Lord Mansfield, im Gewohnheitsrecht für illegal erklärt worden, aber diese Entscheidung galt nicht für die Kolonien. Eine Reihe von Emanzipationsfällen wurde den englischen Gerichten vorgelegt. Zahlreiche entflohene Sklaven hofften, England zu erreichen, wo sie sich erhofften, ihre Freiheit zu erlangen. Die Einschätzung der Sklaven, dass König Georg III. sich für sie einsetzen würde und sich gegen ihre Eigentümer stellen würde, stieg, als die Spannungen vor dem amerikanischen Unabhängigkeitskrieg zunahmen. Die kolonialen Sklavenhalter fürchteten vor diesem Hintergrund einen britisch inspirierten Sklavenaufstand. Anfang 1775 schrieb Lord Dunmore (Gouverneur der Kolonie Virginia) an Lord Dartmouth (der für die Kolonien zuständige britische Staatssekretär) über seine Absicht, diese Situation auszunutzen.

## Proklamationen

### Lord Dunmore's Proklamation
Im November 1775 gab John Murray of Dunmore eine umstrittene Proklamation heraus, die später als Dunmores Proklamation bekannt wurde. Der mit der Rebellion konfrontierte und an Truppen mangelnde königliche Gouverneur der Kolonie Virginia, rief darin alle wehrfähigen Männer auf, ihm bei der Verteidigung der Kolonie zu helfen, einschließlich versklavter Afroamerikaner, die den aufständischen Kolonisten gehörten. Er versprach solchen rekrutierten Sklaven die Freiheit im Austausch für ihren Dienst in der britischen Kolonialarmee:

“…I do require every Person capable of bearing Arms, to resort to His MAJESTY'S STANDARD, or be looked upon as Traitors to His MAJESTY'S Crown and Government, and thereby become liable to the Penalty the Law inflicts upon such Offenses; such as forfeiture of Life, confiscation of Lands, &. &. And I do hereby further declare all indented Servants, Negroes, or others, (appertaining to Rebels,) free that are able and willing to bear Arms, they joining His MAJESTY'S Troops as soon as may be, for the more speedily reducing this Colony to a proper Sense of their Duty, to His MAJESTY'S Crown and Dignity.”

„…Ich verlange von jeder Person, die in der Lage ist, Waffen zu tragen, dass sie sich der Standarte Seiner Majestät anschließt, oder sie wird als Verräter an der Krone und der Regierung Seiner Majestät angesehen und unterliegt damit der Strafe, die das Gesetz für solche Vergehen vorsieht, wie z.B. dem Verlust des Lebens, der Beschlagnahme von Land usw. Und ich erkläre hiermit weiterhin alle zum Waffendienst einberufenen Diener, Schwarzen, oder andere (den rebellischen Kolonisten gehörenden) frei, die fähig und willens sind, Waffen zu tragen; sie mögen sich den Truppen Seiner Majestät so schnell als möglich anschließen, damit diese Kolonie zur richtigen Einschätzung bezüglich ihrer Pflicht gegenüber Seiner Majestät Krone und Würde zurückfindet.“

Innerhalb eines Monats waren etwa 800 ehemals versklavte Afroamerikaner nach Norfolk geflohen, um sich zum Dienst bei den britischen Streitkräften zu melden. Es ist wahrscheinlich, dass weit mehr den Aufruf hörten und sich angeschlossen hätten, wenn sie nicht Repressalien befürchtet hätten.
Empörte Sklavenbesitzer in Virginia verkündeten, dass entlaufene Sklaven hingerichtet werden sollten. Außerdem führten sie eine Verleumdungskampagne gegen die Versprechungen der britischen Armee durch und behaupteten, dass Sklaven, die den Briten entkommen würden, an Zuckerrohr anbauende Plantagen auf den Westindischen Inseln verkauft werden würden. Dessen ungeachtet waren viele Sklaven bereit, ihr Leben für eine Chance auf Freiheit zu riskieren.
Dunmores Proklamation war die erste umfassende Emanzipation von versklavten Menschen in der Geschichte der Vereinigten Staaten. Die 1776 erfolgte Unabhängigkeitserklärung der Vereinigten Staaten bezieht sich indirekt auf diese Proklamation, indem sie als einen ihrer Missstände anführt, dass König Georg III. „inländische Aufstände unter uns initiiert“ habe.
Nach dem Beginn des Amerikanischen Unabhängigkeitskrieges forderten einige britische Generäle die Loyalisten auf, ihre Sklaven zu befreien, damit sie sich der unterbesetzten britischen Armee anschließen und diese zahlenmäßig verstärken konnten. Unter denen, die Proklamationen herausgaben, waren der virginische Gouverneur Lord Dunmore und General Henry Clinton. Der Gouverneur von Jamaika, John Dalling, entwarf 1779 einen Vorschlag für die Rekrutierung von je einem aus Mulatten und Schwarzen bestehenden Regiment.

### Die Philipsburg-Proklamation
Mit der Ankunft von 30.000 hessischen Truppen verringerte sich der Bedarf an schwarzen Soldaten erheblich. Sir William Howe verbot die Bildung neuer schwarzer Regimenter und löste seine eigenen auf. Aber die Befreiung von Sklaven hatte immer noch einen Wert als wirtschaftliche Kriegsführung gegen die aufständischen Kolonialisten. 1779 erließ Sir Henry Clinton die Philipsburg-Proklamation. Darin erweiterte er die Proklamation von Lord Dunmore und versprach jedem entlaufenen Sklaven eines rebellierenden Kolonialisten die Freiheit.
Die Briten gaben entflohene Sklaven oft an ihre loyalistischen Eigentümer zurück und baten sie, von einer Bestrafung abzusehen. 1778 antworteten die aufständischen Kolonisten in gleicher Weise, indem sie entflohenen Sklaven der Loyalisten die Freiheit versprachen. In Wirklichkeit wurden die meisten Sklaven, die auf die eine oder andere Seite flohen, am Ende wieder in die Sklaverei verkauft.

## Regimenter
In der britischen Armee führte Lord Dunmores Proklamation zur Bildung von mehreren schwarzer Regimenter. Die herausragendsten dieser Einheiten waren Lord Dunmores Äthiopisches Regiment und Clintons Schwarze Pioniere. Andere Regimenter waren die Jersey Shore Volunteers, die King's American Dragoons, die Jamaica Rangers und die Mosquito Shore Volunteers. Außerdem war es üblich, dass Schwarze dem britischen Militär in nicht für direkte Kampfeinsätze vorgesehenen Einheiten dienten, wie etwa der Schwarzen Kompanie der Pioniere.

### Ethiopian Regiment
Dunmore organisierte seine 800 freiwilligen schwarzen Soldaten im sogenannten königlichen „Ethiopian Regiment“, das auch „Lord Dunmores Äthiopisches Regiment“ genannt wurde. Diese Truppenverband wurde rasch in den Grundzügen des Marschierens und Schießens ausgebildet, bevor er im Gefecht bei Kempsville in seine ersten Kampfhandlungen verwickelt wurde. Die Miliz der Aufständischen war in dieser beim virginischen Kempsville ausgetragenen Auseinandersetzung nicht auf den Angriff der britischen Truppen vorbereitet gewesen und zog sich deshalb schnell zurück. 
Bei seinem nächsten Angriff führte Lord Dunmore die Royal Ethiopians in die Schlacht von Great Bridge. Doch an diesem Ort zeigte er sich überaus unvorsichtig, zudem war er über die Anzahl der Aufständischen falsch informiert worden. Infolge dieser Fehleinschätzung gelang es den kolonialen Truppen, die Briten zu überwältigen. Nach dieser Schlacht schiffte Lord Dunmore seine Truppen auf die vor der Küste stehende britische Flotte ein. Dies tat er unter anderem in der Hoffnung, sie besser für die anstehenden Kampfhandlungen auszubilden zu können. Die beengten Verhältnisse an Bord der Kriegsschiffe führten jedoch zur Ausbreitung der Pocken. Als Lord Dunmore sich schließlich in die von britischen Streitkräften gehaltene Stadt New York zurückzog, waren von den ursprünglich 800 Männern des Regiments lediglich noch 300 am Leben.

### Schwarze Pioniere
Das größte schwarze Regiment waren die Schwarzen Pioniere (in der damaligen militärischen Terminologie war ein Pionier ein Soldat, der Straßen baute, Gräben aushob und andere manuelle Arbeiten verrichtete). Diese Soldaten wurden typischerweise auf kleinere Einheiten verteilt und größeren Armeen zugeteilt. Die Schwarzen Pioniere waren zwar kein Kampfregiment, sie wirkten aber an der Errichtung von Befestigungsanlagen und anderen militärischen Erfordernissen mit. Die Pioniere dienten unter General Clinton als Unterstützungsverbände in North Carolina, New York, Newport und Philadelphia. Gefallene hatten die Schwarzen Pioniere nicht zu beklagen, da sie nicht in Kampfhandlungen zum Einsatz kamen.

### Die Schwarze Brigade
Die Schwarze Brigade war ein aus Elitesoldaten bestehender kleiner Truppenverband. Er wurde von einem Veteranen aus Lord Dunmores äthiopischem Regiment namens Titus Cornelius angeführt, der als „Colonel Tye“ bekannt wurde. Der Titel „Colonel“ war dabei jedoch keine offizielle militärische Bezeichnung, da schwarze Kämpfer damals nicht formell als Offiziere eingesetzt wurden. Stattdessen waren solche Titel aber in einer inoffiziellen Funktion erlaubt. Tye, ein ehemaliger Sklave, und die Schwarze Brigade waren die am meisten gefürchteten Loyalisten in New Jersey, das sein Heimatgebiet war. Die Brigade nahm von der 1778 geschlagenen Schlacht von Monmouth bis 1780 an mehreren Überfällen teil. Colonel Tye wurde bei einem Überfall auf einen aufständischen Milizenführer am Handgelenk verwundet und erlag an den bei diesem Gefecht erlittenen Verletzungen nach einigen Wochen durch Wundbrand.

### Associators
Vielen Schwarzen Loyalisten wurde jedoch der Eintritt in reguläre britische Einheiten verwehrt. Die Ursachen dafür waren Rassismus und Misstrauen, das ihnen von Seiten britischer und loyalistischer Offiziere entgegengebracht wurde. Viele dieser Abgewiesenen schlossen sich deshalb den sogenannten Associators an, bei denen es sich um irregulären Truppenverbände handelte, in denen die schwarzen Freiwilligen oftmals in „gemischtrassigen“ Einheiten dienten.

## Nachkriegsbehandlung
Als die Friedensverhandlungen nach der Schlacht bei Yorktown begannen, war das Schicksal der schwarzen britischen Soldaten ein Hauptthema der Debatte. Obwohl der dort befehlshabende General Lord Cornwallis seine schwarzen Truppen der Wiederversklavung überließ, waren viele andere britische Kommandeure nicht bereit, das Gleiche zu tun. Loyalisten, die in den Vereinigten Staaten blieben, wollten die Rückkehr der schwarzen Soldaten, damit ihre Chancen auf Wiedergutmachung für beschädigtes Eigentum erhöht würden. Doch die britischen Militärführer hatten die volle Absicht, das den schwarzen Soldaten gegebene Freiheitsversprechen trotz des Zorns der Amerikaner einzuhalten.
Während des chaotischen Zustände, in der die Briten die britisch-loyalistischen Flüchtlinge evakuierten, versuchten viele amerikanische Sklavenbesitzer, sich ihre ehemaligen Sklaven wieder anzueignen. Einige nahmen alle Schwarzen, einschließlich derer, die vor dem Krieg frei geboren wurden, gefangen und verkauften sie in die Sklaverei. Der US-Kongress erteilte George Washington den Befehl, jeglichen amerikanischen Besitz, einschließlich Sklaven, von den Briten zurückzuholen, so wie es im 1783 abgeschlossenen Frieden von Paris vorgesehen war.
Da Sir Guy Carleton jedoch beabsichtigte, das Versprechen der gegenüber den Schwarzen Loyalisten gegebenen Befreiung einzulösen, schlugen die Briten einen Kompromiss vor, der die Sklavenbesitzer entschädigen und jedem Schwarzen, der seine Freiheit nachweisen konnte, ein Freiheitszertifikat ausstellen würde, sowie das Recht, in eine der britischen Kolonien evakuiert zu werden. Die Gruppe der Flüchtlinge, die Nova Scotia erreichten, war die zahlreichste Gruppe von Menschen afrikanischer Abstammung, die je zu irgendeinem Zeitpunkt dort ankamen. Eine ihrer Siedlungen, Birchtown in Nova Scotia, wurde in den ersten Jahren ihres Bestehens zur größten freien afrikanischen Gemeinschaft in Nordamerika.
Viele Schwarze Loyalisten empfanden jedoch das nördlich-kalt geprägte Klima und die Grenzverhältnisse in Nova Scotia als schwierig und waren der Diskriminierung durch andere Siedler ausgesetzt. Das Land, das den Schwarzen Loyalisten überlassen wurde, war im Vergleich zu dem Land, das den Weißen Loyalisten überlassen wurde, das steinigste und am schwierigsten zu bebauende. 1792 bot die britische Regierung den Schwarzen Loyalisten an, in eine neue Kolonie in Sierra Leone in Afrika umzusiedeln. Zu diesem Zweck wurde die Sierra Leone Company gegründet. Die Hälfte der Schwarzen Loyalisten in Nova Scotia verließ das Land und zog dauerhaft nach Sierra Leone, wo sie die Gemeinde Freetown gründeten.
1793 überführten die Briten weitere 3.000 Schwarze als freie Männer und Frauen nach Florida, Nova Scotia und England.

## Nachkommen
Nachdem der amerikanische Unabhängigkeitskrieg mit der Unabhängigkeit der Vereinigten Staaten zu Ende gegangen war, siedelten die Briten viele der Schwarzen Loyalisten nach Nova Scotia um. Andere zogen mit den zurückkehrenden britischen Truppen nach England, wo sie ein bedeutendes Element innerhalb der schwarzen Bevölkerung Londons bildeten. Viele Nachkommen Schwarzer Loyalisten konnten ihre Abstammung anhand von General Carletons Book of Negroes zurückverfolgen.

### Sierra Leone
Die Sympathie für die schwarzen ehemaligen Soldaten, die für die Briten gekämpft hatten, inspirierte eine Förderung durch das Committee for the Relief of the Black Poor. Diese Organisation unterstützte die Ansiedlung der minderbemittelten Schwarzen von London aus in die Kolonie Sierra Leone in Westafrika. Einige der Schwarzen Loyalisten aus Nova Scotia machten sich später ebenfalls auf den Weg dorthin. Ihre Nachkommen sind heute als Sierra-Leone-Kreolen bekannt und leben vor allem im westlichen Teil von Freetown, der Hauptstadt von Sierra Leone. Schwarze Loyalisten brachten ihre Sprachen, wie Gullah und Afroamerikanisches Englisch nach Freetown. Diese übten als Verkehrssprachen großen Einfluss auf ihre Nachkommen aus, die heute die Krio-Sprache verwenden. Viele dieser Sierra-Leone-Kreolen oder „Krios“ können ihre Abstammung direkt auf ihre schwarzen Vorfahren aus der Loyalistenzeit zurückführen. Einer der Sklaven von George Washington, Harry Washington, war während des Unabhängigkeitskrieges zu den britischen Linien geflohen und hatte im weiteren Kriegsverlauf bei den Schwarzen Pionieren gedient. Danach gelangte er nach Freetown, wo er später zum Anführer einer Rebellion gegen die britische Kolonialherrschaft wurde. Seine Nachkommen sind Teil der kreolischen Bevölkerung, die etwa 5,8 % der Gesamtbevölkerung von Sierra Leone ausmacht.

### Nova Scotia
Zwischen 1776 und 1785 wurden aus dem Gebiet der heutigen Vereinigten Staaten stammende etwa 3.500 Schwarze von den Briten in die Kolonie Nova Scotia gebracht. Diese waren Teil einer größeren Migration, die insgesamt ungefähr 34.000 britisch-loyalistische Flüchtlinge umfasste. Der massive Zustrom dieser Menschen ließ die Bevölkerung der Kolonie um fast 60 % ansteigen und führte dazu, dass im Jahr 1784 New Brunswick von Nova Scotia abgespalten und als eigene Kolonie etabliert wurde. Die meisten freien Schwarzen ließen sich in Birchtown nieder, der zu dieser Zeit größten Siedlung von Schwarzen in Nordamerika. Die Vertragsknechte (s. Indentur) und neu freigelassenen Sklaven ließen sich hauptsächlich in der Stadt Shelburne nieder. Zu den Nachfahren der Schwarzen Loyalisten gehören bekannte Persönlichkeiten wie Rose Fortune, eine schwarze Frau, die in Nova Scotia lebte und Polizistin und Geschäftsfrau wurde. Die aus New Brunswick stammende kanadische Opern- und Konzertsängerin Measha Brueggergosman (geb. Gosman) ist über ihren Vater die Nachfahrin eines Schwarzen Loyalisten. Nach dem Verlassen der Vereinigten Staaten ließ sich ihr Vierfach-Urgroßvater väterlicherseits mit seiner Familie in Shelburne nieder.

## In der Populärkultur
Die Geschichte der Schwarzen Loyalisten bildete die Grundlage für den 2007 erschienenen Roman The Book of Negroes von Lawrence Hill, der 2008 mit dem Commonwealth Award for Fiction ausgezeichnet wurde. Der von Matthew Tobin Anderson im Jahr 2008 veröffentlichte Jugendroman The Astonishing Life of Octavian Nothing, Traitor to the Nation Volume II: The Kingdom on the Waves beschreibt das Leben des jungen Octavian Nothing, der sich Lord Dunmore’s Ethiopian Regiment anschließt.

## Gedenken
Der Ansiedlung und Behandlung der Schwarzen Loyalisten wird in Kanada bis heute gedacht. Das Geschehen wurde von der kanadischen Regierung am 24. November 1994 als Black Loyalist Experience National Historic Event zu einem „nationalen historischen Ereignis“ erklärt.
Die Siedlung der Schwarzen Loyalisten in dem in der kanadischen Provinz Nova Scotia gelegenen Birchtown wurde 1997 zur National Historic Site of Canada erklärt. In diesem Jahr eröffnete die Black Loyalist Heritage Society ein saisonales Museum zum Gedenken an die Schwarzen Loyalisten. Das Museum, das um die historische Schule und Kirche von Birchtown herum gebaut wurde, wurde 2008 durch einen Brandanschlag schwer beschädigt, später jedoch wieder hergestellt. Im Anschluss daran wurde mit Planungen für eine größere Erweiterung des Museums begonnen, um die Geschichte der Schwarzen Loyalisten in den USA, Nova Scotia und Sierra Leone noch ausführlicher darstellen zu können.

## Bekannte Schwarze Loyalisten
- David George
- Boston King
- John Kizell
- John Marrant
- Cato Perkins
- Thomas Peters
- Colonel Tye
- Harry Washington